# Nemalion
Genre
Synonymes
- Boanema Ercegovic, 1927[2]

Nemalion est un genre d’algues rouges de la famille des Nemaliaceae.

## Liste d'espèces
Selon AlgaeBase (6 février 2019) :
- Nemalion adhaerens (P.Crouan & H.Crouan) P.Crouan & H.Crouan (Sans vérification)
- Nemalion amoenum (Pilger) Børgesen
- Nemalion attenuatum J.Agardh
- Nemalion capillare (Hudson) Rabenhorst (Sans vérification)
- Nemalion cari-cariense Schnetter
- Nemalion coccineum (Poiret) Kützing (Sans vérification)
- Nemalion comosum Meneghini (Statut incertain)
- Nemalion dalmaticum Kützing (Sans vérification)
- Nemalion elminthoides (Velley) Batters
- Nemalion kaernbachii Grunow (Sans vérification)
- Nemalion liagoroides P.Crouan & H.Crouan (Sans vérification)
- Nemalion longicolle Børgesen
- Nemalion lubricum Duby (espèce type)
- Nemalion multifidum (Lyngbye) Chauvin
- Nemalion perpusillum Børgesen
- Nemalion ramosissimum Zanardini (Statut incertain)
- Nemalion ramulosum Harvey (Sans vérification)
- Nemalion tasmanicum Sonder (Statut incertain)
- Nemalion vermiculare Suringar

Selon BioLib (6 février 2019) et ITIS (6 février 2019) :
- Nemalion helminthoides (Velley) Batters
- Nemalion longicolle Borgesen
- Nemalion lubricum Duby, 1830
- Nemalion multifidum
- Nemalion pulvinatum
- Nemalion virens

Selon World Register of Marine Species (6 février 2019) :
- Nemalion adhaerens (P.L.Crouan & H.M.Crouan) P.L.Crouan & H.M.Crouan
- Nemalion amoenum (Pilger) Børgesen, 1942
- Nemalion attenuatum J.Agardh, 1844
- Nemalion bertolonii (Moris & De Notaris) Meneghini
- Nemalion capillare (Hudson) Rabenhorst
- Nemalion cari-cariense Schnetter, 1972
- Nemalion clavatum Kützing
- Nemalion coccineum (Poiret) Kützing
- Nemalion comosum Meneghini, 1844
- Nemalion dalmaticum Kützing
- Nemalion divaricatum (C.Agardh) Chauvin
- Nemalion elminthoides (Velley) Batters, 1902
- Nemalion kaernbachii Grunow
- Nemalion liagoroides P.L.Crouan & H.M.Crouan
- Nemalion longicolle Børgesen, 1909
- Nemalion lubricum Duby, 1830
- Nemalion multifidum (Lyngbye) Chauvin, 1842
- Nemalion perpusillum Børgesen, 1942
- Nemalion ramosissimum Zanardini, 1847
- Nemalion ramulosum Harvey
- Nemalion tasmanicum Sonder
- Nemalion vermiculare Suringar, 1874